# Malkoec
Malkoec (macedónul: Малкоец) település Észak-Macedóniában, a Délnyugati körzet Kicsevói járásában, 2013-ig a Drugovói járás része volt, ami teljes egészében beolvadt a Kicsevói járásba.

## Népesség
| Lakosok száma | 258  | 282  | 290  | 219  | 118  | 59   | 43   | 35   | 9    |
|               | 1948 | 1953 | 1961 | 1971 | 1981 | 1991 | 1994 | 2002 | 2021 |

2002-ben 35 lakosa volt, akik közül 33 macedón és 2 szerb.